# Temples
Temples é uma banda inglesa de rock formada em Kettering, Northamptonshire em 2012 pelo cantor e guitarrista James Bagshaw e pelo baixista Tom Warmsley. A formação da banda foi completada mais tarde com a adição do tecladista e guitarrista rítmico Adam Smith e do baterista Rens Ottink
Eles lançaram dois álbum de estúdio, dois EPs e vários singles. O álbum de estreia da banda, Sun Structures, foi lançado em 2014 e alcançou a sétima posição no Reino Unido.